# Firet
Firet – pomocnicza, bezwymiarowa jednostka miary stosowana w typografii, służąca do wyrażania wielkości różnych parametrów za pomocą ułamka lub wielokrotności wartości użytego stopnia pisma. Wartość firetu równa 1 odpowiada aktualnie używanemu stopniowi pisma. Wyrażana jest jako kwadrat o boku równym danemu stopniowi pisma. Oznacza to, że firetem można określać wielkości zarówno w poziomie, jak i w pionie.
Mówiąc krócej, firet to bieżący stopień pisma. Jeżeli np. dany fragment tekstu jest składany czcionką 12-punktową, to jeden firet też ma 12 punktów. Jeżeli teraz ten tekst zostanie przeformatowany na 14 punktów, to jeden firet pozostanie jednym firetem, ale od tej chwili będzie wynosił 14 punktów.
Firet jest wygodną, powszechnie stosowaną jednostką, służącą do określania parametrów składu, głównie odstępów. Na przykład w typowym składzie dziełowym zaleca się, aby wcięcie akapitowe wynosiło od 1 do 1,5 firetu.
W typowych krojach pisma, szczególnie w ich odmianach podstawowych, szereg znaków ma utrwalone tradycją rozmiary. Na przykład:
- najdłuższy myślnik, tzw. pauza, to w przybliżeniu najczęściej kreska długości firetu,
- znak wielokropka traktowany kanonicznie ma szerokość firetu, tak aby dało się z wielu tych znaków ułożyć jednorodną linię kropkowaną, jednak w wielu innych typowych krojach ma szerokość znacznie mniejszą, bo dopasowaną światłami do trzech postawionych obok siebie znaków kropki,
- półpauza to kreska szerokości ok. pół firetu,

Wszystkie powyższe wielkości odnoszą się do pojęcia szerokości pola znaku, czyli sumy szerokości glifu (oczka) wraz z obiema odsadkami (światłami), co w tradycyjnym zecerstwie odpowiada szerokości płaszczyzny czołowej czcionki.
W informatyce symbolem firetu jest [em]. Jednostkę tę można spotkać przy podawaniu wielkości np. w kodzie stron HTML czy w składni LaTeX.
Nazwa symbolu jednostki pochodzi od szerokości wielkiej litery „M”, która obok litery „W” jest jedną z dwóch najszerszych liter alfabetu (w rozumieniu szerokości całego pola znaku). Stąd również spacja firetowa jest nazywana em-spacją, a na zasadzie analogii spacja półfiretowa – en-spacją. Zazwyczaj jednak w typowych krojach pisma szerokości pola znaku liter „M” i „W” są trochę mniejsze od firetu, a liter „N” od połowy firetu.
W Unikodzie istnieje szereg spacji o ściśle zdefiniowanej szerokości, są to spacje: firetowa, półfiretowa, trzecianka (1/3), kwarcianka (1/4), jedna szósta, chuda (1/8) oraz włoskowa (1/24). Istnieje nawet kilka spacji o zerowej wartości firetu (posiadających różne inne właściwości, np. rozdzielania lub łączenia sąsiednich znaków). Wartość standardowej spacji jest zbliżona do 1/5 firetu, aczkolwiek jest ona rozciągliwa (justowalna).